# Hanyuan

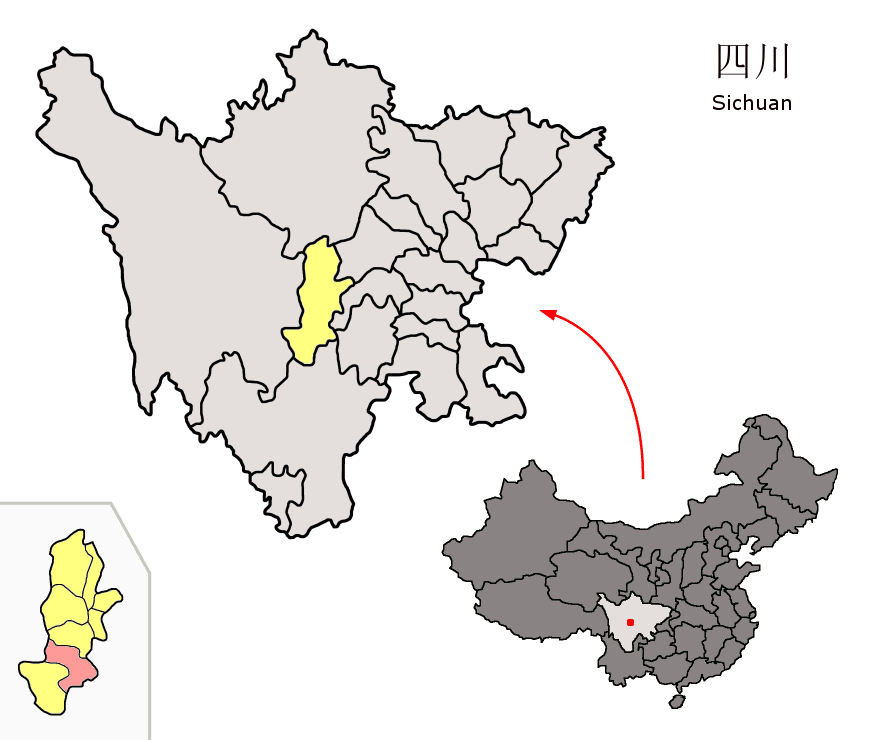
Lage des Kreises Hanyuan (rosa) innerhalb von Sichuan.

Der Kreis Hanyuan (chinesisch 汉源县, Pinyin Hànyuán Xiàn) ist ein Kreis der bezirksfreien Stadt Ya’an im zentralen Westen der südwestchinesischen Provinz Sichuan. Er hat eine Fläche von 2.177 km² und zählt 285.558 Einwohner (Stand: Zensus 2020). Sein Hauptort ist die Gemeinde Shirong (市荣乡).

## Administrative Gliederung
Auf Gemeindeebene setzt sich der Kreis aus acht Großgemeinden und zweiunddreißig Gemeinden zusammen. 